# Termele Rác

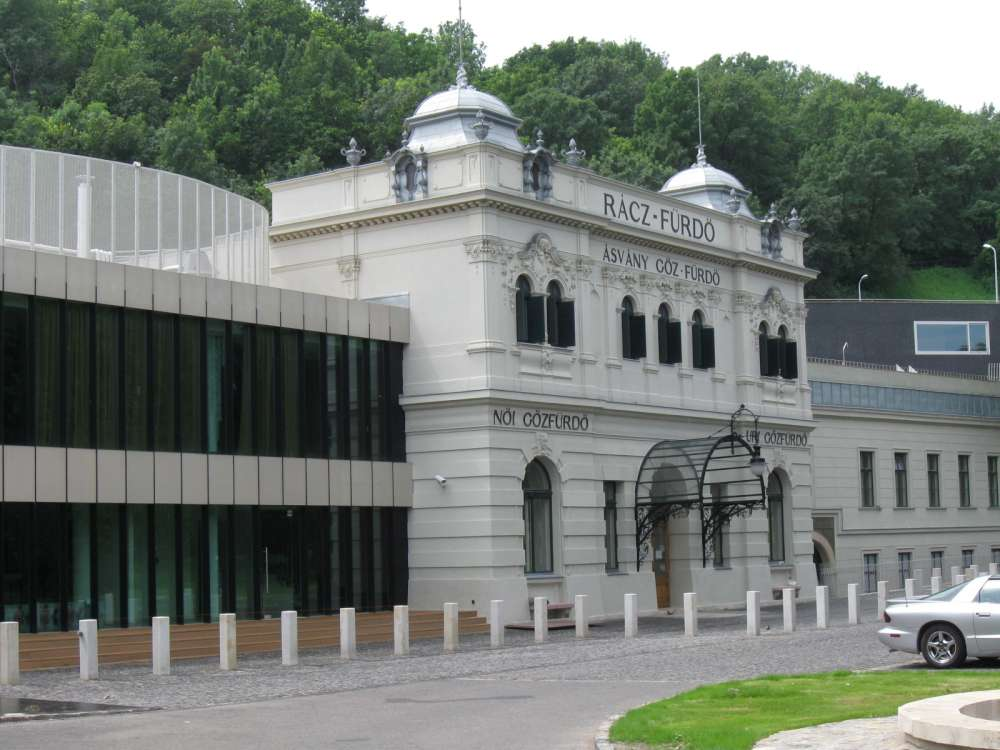
Termele Rác din Budapesta

Termele Rác (în maghiară : Rác gyógyfürdő) sunt un stabiliment termal situat în sectorul I din Budapesta, în cartierul Tabán, la poalele muntelui Gellért (în maghiară: Gellért-hegy). Sunt unele dintre cele mai vechi și mai cunoscute băi terapeutice din Budapesta. Clădirea băilor datează din mai multe epoci, părți din acesta fiind monument istoric. 

## Istoric

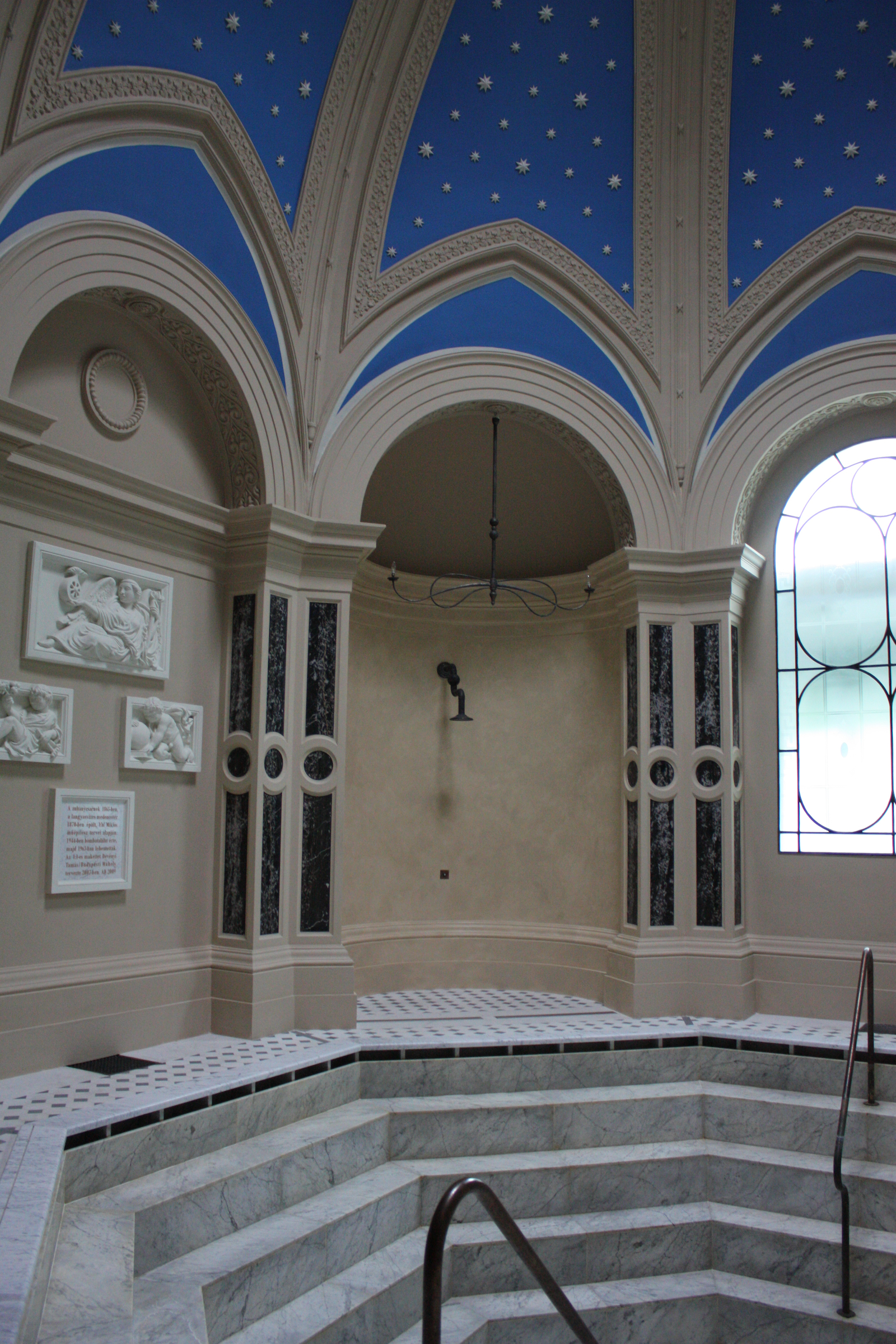